# فضيحة أنتوني وينر الجنسية

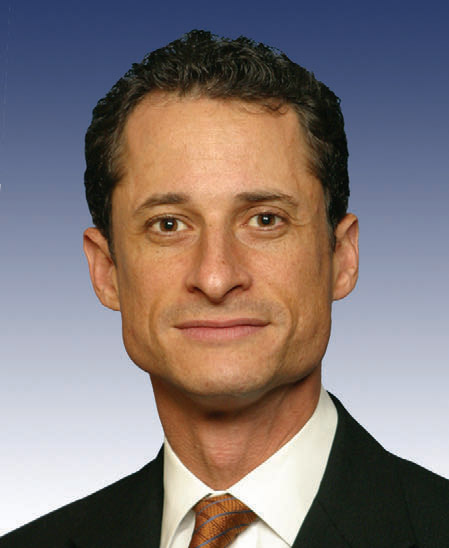
أنتوني وينر حوالي عام 2007.

قام السياسي الأمريكي وعضو مجلس النواب الأمريكي السابق عن دائرة نيويورك النيابيبة التاسعة أنتوني وينر بتبادل صور فاضحة له مع عدة نساء قبل وبعد زواجه من هوما عابدين وتسربت العديد من تلك الصور للإعلام في مايو عام 2011، مما دفعه للاستقالة من منصبه في 21 يونيو 2011.
اعترف السياسي الأمريكي أنتوني وينر أنه أقام بإجراء «حوارات عدة غير لائقة على تويتر وفيسبوك وعبر البريد الإلكتروني وأحياناً عبر الهاتف مع نساء التقى بهن على الإنترنت». وقد أرسل وينر صورة له في سرواله الداخلية عبر تويتر لإحدى النساء.

## الإدانة الجنائية والطلاق
نقلت نيويورك بوست يوم 28 أغسطس عام 2016 أن وينر قام بإجراء مراسلات جنسية مع امرأة أخرى، وقام بإرسال صورة تعود لشهر يوليو من عام 2015 يظهر فيها مستلقياً في السرير مع ابنِه الذي كان طفلاً رضيعاً وهو نائم بجانبه. وأفادت صحيفة النيويورك تايمز في اليوم التالي أن وينر وزوجته قررا الانفصال.
نشرت ديلي ميل مقالة بتاريخ 21 سبتمبر 2016 تدَّعي قيام وينر بإجراء مراسلات جنسية مع فتاة قاصر تبلغ من العمر خمسة عشر عاماً. ليس من المعروف كيف علِمت الديلي ميل بهذه الحادثة، وفي المقالة يتحدث والد الفتاة عن عدم اتصاله بالشرطة، ولقد استخدمت هذه المقالة كسبب دفع شرطة نيويورك ومكتب التحقيقات الفيدرالي إلى فتح تحقيق خاص بوينر. وصادرت السلطات أجهزة تعود لوينر وهوما عابدين في ضوء التحقيق الجاري. واكتُشِف على الحاسوب المحمول الخاص بوينر رسائل إلكترونية مرتبطة بجدال الرسائل الإلكترونية الخاصة بوزيرة الخارجية السابقة هيلاري كلينتون، وهو ما دفع رئيس وكالة التحقيق الفيدرالي آنذاك جيمس كومي إلى إعادة فتح التحقيق في رسائل كلينتون الإلكترونية، وكانت الأخيرة حينها المرشحة الديمقراطية لانتخابات الرئاسة والتي كان موعد إجراءها قد اقترب حينما أعاد مكتب التحقيقات الفيدرالي فتح التحقيق في بريد كلينتون حول استخدامها لخادم رسائلها الخاص بدلاً من الخادم الحكومي الرسمي لإجراء اتصالات رسمية عندما كانت وزيرةً للخارجية. وقالت كلينتون أن قرار رئيس مكتب التحقيقات جيمس كومي كان من بين العوامل التي أسهمت في خسارتها الانتخابات، وفوز مرشح الحزب الجمهوري دونالد ترامب عليها.
نقلت صحيفة الوول ستريت جورنال تقارير يوم 31 يناير عام 2017 أفادت فيها بقيام المدعين الفيدراليين بتقرير ما إذا كانوا سيوجهون تهم ارتكاب جريمة الاستغلال الإباحي للأطفال بحق وينر نتيجة تورطه في هذه الحادثة.